# Оврия (приток Чирко-Кеми)
Оврия (устар. Овриса, Оре) — река в России, протекает по территории Калевальского района Карелии. Устье реки находится в 22 км по правому берегу реки Чирко-Кемь. Длина реки составляет 30 км, площадь водосборного бассейна 188 км².
В 6 км от устья, по правому берегу реки впадает река Малая Оврия.
Река берёт начало из озера Круглого.
Высота устья — 92,9 м над уровнем моря.

## Данные водного реестра
По данным государственного водного реестра России относится к Баренцево-Беломорскому бассейновому округу, водохозяйственный участок реки — Кемь от Юшкозерского гидроузла до Кривопорожского гидроузла. Речной бассейн реки — бассейны рек Кольского полуострова и Карелии, впадает в Белое море.